# Алахуэлита (кантон)
Алахуэлита (исп. Alajuelita) — кантон в провинции Сан-Хосе Коста-Рики.

## География
Находится на севере центральной части провинции. Административный центр — Алахуэлита.

## Округа
Кантон разделён на 5 округов:
1. Алахуэлита
2. Сан-Хосесито
3. Сан-Антонио
4. Консепсьон
5. Сан-Фелипе